# Olympus OM-2
La Olympus OM-2 è una fotocamera reflex per pellicola 135, prodotta dalla Olympus, presentata come prototipo al Photokina del 1974, due anni dopo il debutto della OM-1. La OM-2 arrivò sul mercato soltanto alla fine del 1975 ed è la prima della serie OM ad avere in sé una componente elettronica, pur restando una fotocamera meccanica e completamente manuale.
L'aggiunta delle funzioni di esposizione automatica della OM-2 portò tutto il sistema OM ad un livello più alto. La OM-2 venne prodotta in tre differenti modelli: la OM-2, la OM-2n e la OM-2 Spot/Program (SP). La principale differenza tra la OM-2 e la OM-2n è il sistema di supporto del flash.
La OM-2 supporta il controllo del flash TTL/OTF sia con il Quick Auto 310 (con la slitta portaflash Accessory Shoe 2) sia con i flash della serie T (con la slitta Accessory Shoe 3).
La OM-2n supporta il controllo del flash TTL/OTF solo con i flash della serie T e può usare solo la slitta Accessory Shoe 4. La OM-2n è anche dotata di un LED di pronto flash/flash ok e del segnale di compensazione dell'esposizione nel mirino, inoltre conta sulla sincronizzazione automatica della velocità del flash. Il tempo di esposizione più lungo nella OM-2n è di 2 minuti, indipendentemente dalla sensibilità della pellicola, mentre la OM-2 ha un lungo limite che varia con il variare della scala ASA/ISO (1 minuto con 100 ASA). La OM-2n imposta automaticamente la velocità dell'otturatore a 1/60 s con un flash della serie T.
La OM-2 invece mantiene l'otturatore aperto quando il flash non ha abbastanza potenza, e usa la disponibile luce OTF in aggiunta alla luce prodotta dal flash. Alcuni pensano che sia un vantaggio ma la Olympus ha avuto i suoi buoni motivi per modificare questo dispositivo nella OM-2n: l'otturatore elettromagnetico consuma in fretta la batteria quando resta aperto per lunghi periodi. Entrambe le fotocamere erano disponibili cromate e nere.
La Olympus OM-2SP è da considerare senza alcun dubbio la intermedia tra la OM-2n e la OM-4. Si tratta di una fotocamera semi-professionale, in sostanza una più economica versione della OM-4.
La OM-2SP è indirizzata all'amatore esperto, non al professionista, perché la modalità Program e le operazioni motorizzate più lente non sono esattamente professionali. Comparata alla OM-4 le manca il tempo di esposizione di 1/2000 secondi, l'esposizione automatica di 4 minuti (2 minuti sulla OM-2SP) e la sofisticata misurazione multi-spot. La misurazione spot della OM-2SP è stata semplificata in una sola misurazione spot collegata alla modalità manuale. La modalità "Center-weighted metering" non è disponibile in modalità manuale. La OM-2SP è stata costruita solo nella versione nera.